# Echemmon
Echemmon – w mitologii greckiej Trojańczyk, jeden z pięćdziesięciu synów króla Priama. Znany z Iliady [Hom. Il. V, 160], wymienia go także Apollodoros [XII, 12]. Razem z bratem Chromiosem został zabity przez Diomedesa. Homer pisze o nim:

Stali na jednym rydwanie – Chromios i mężny Echemmon.
I tak jak lew, gdy na stado napadnie i grzbiety rozdziera
krowy lub wołu, co błądzą pasące się w leśnej gęstwinie –
tak ich z konnego zaprzęgu obydwóch potomek Tydeusa
zwalił bezwolnych i zabił, a potem zabrał im zbroje;
zaś towarzysze rumaki w stronę okrętów powiedli.
Przeł. Kazimiera Jeżewska